# جون ناش (لاعب كرة قدم)
جون ناش (بالإنجليزية: John Nash)‏ (1 ديسمبر 1867 ببورسلم في المملكة المتحدة - 21 أبريل 1939) هو لاعب كرة قدم بريطاني (وحمل سابقاً جنسية المملكة المتحدة لبريطانيا العظمى وأيرلندا) في مركز الهجوم. لعب مع بورت فايل.